# Textilipar
A textilipar az egyik legrégebbi, legnagyobb hagyományokkal rendelkező ipari ágazat. Azoknak a szakterületeknek a gyűjtőneve, amelyek szálasanyagokból fonalakat és/vagy különböző eljárások alkalmazásával lapszerű termékeket – szakszóval: kelméket – állítanak elő. Ily módon a textilipar magában foglalja
- a fonal- és cérnagyártást,
- a szövetek,
- a kötött kelmék és kötöttáruk,
- az egyéb kelmeképző eljárásokkal (pl. csipkekészítés, fonatolás, nemezkészítés, tűzés, nemszőttkelme-gyártás, varrvahurkolás) előállított termékek készítését,
- ezek színezését és kikészítését, valamint
- a nem ruházati célra készült konfekcionált (kész állapotra hozott) textiltermékek (pl. textilanyagból készült zsákok, kötelek, zsinórok, csomózott hálók stb.) előállítását.

A statisztikai besorolás szerint nem tartozik a textiliparhoz a textilanyagokból készült ruhák gyártása – ez más statisztikai kategória. A textilipar termékeinek további feldolgozásával ruhaipari célra a ruhaipar foglalkozik.
A "textil" elnevezés a latin textus szóból ered, amelynek egyik jelentése (a Finály-féle szótár szerint): „szövet, fonadék”.

## Története
A textiltermékek előállításának története a történelem előtti korra vezethető vissza, de erre nézve pontos adataink nincsenek. A szakirodalom i. e. 25 000 körüli időből származó textilterméket, egy rostokból készült szövetszerű darabot említ, mint olyat, ami az Európában talált legrégibb ilyen leletnek tekinthető. I. e. 11 000 és 8000 között keletkezett textiltöredékekről is tudunk. A Zürichi-tó medréből egy i. e. 5-6 ezer évvel ezelőtt készülhetett textília került elő, amely szerkezetét tekintve megegyezik a ma is készülő szövetekével. 1988-ban a Tigris felső folyásánál egy ásatásnál olyan szarvasagancsból készült szerszámnyelet találtak, amelyen hozzátapadt lenszálakat ismertek fel és korukat 9000 évre teszik. Megállapították, hogy ezek a szálak eredetileg valamilyen igen szellős, gézhez hasonló szövésű ruhadarabból eredhetnek.

### Nyersanyagok
Valószínű, hogy az első textiltermékek kiinduló anyagai a növényi szálak voltak. Indiában ősidőktől fogva a gyapot magszála (a pamut) és a juta háncsa, Afrikában a kenaf, Kínában a rami, a Fülöp-szigeteken a manilakender, Mexikóban az agávé szolgáltatta a fonáshoz a szálakat, Európa és a Földközi-tenger ősi népei a lent dolgozták fel. A gyapjú feldolgozását fonallá vagy nemezzé néhány ázsiai nép már az újkőkorban (i. e. 5000–2000) megkezdte. Az első ránk maradt gyapjúszövet-maradványok Kis-Ázsiából, az i. e. 7. századból származnak. A selyemről biztosan tudjuk, hogy Kínából származik és Ázsián keresztül, a nevezetes Selyemúton került a rómaiakhoz.

### Fonás

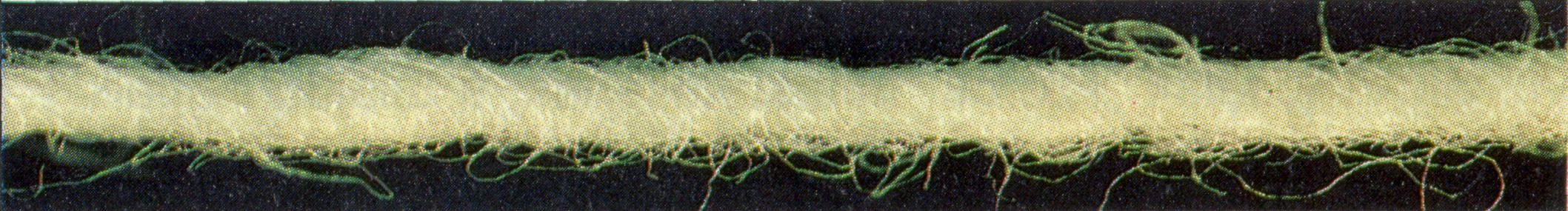
Fonal

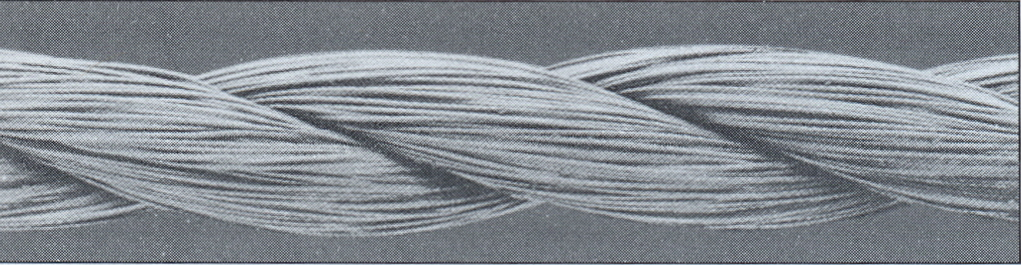
Kétágú cérna

A fonás a fonalgyártás hagyományos és legrégibb művelete, már a kőkorszakban (i. e. 5000–2000) is ismerték. Ezzel az eljárással a rövid elemiszálú szálasanyagokat rendezik, párhuzamosítják, majd sodrással egyesítik. Így alakul ki a fonal. A fonal alkotóeleme tehát a szál. Két vagy több fonal összesodrásával állítják elő a cérnát.

### Szövés

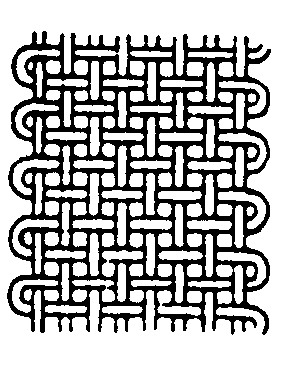
Szövet

A szövés több ezer évvel megelőzhette a fonást, mert a természetben előforduló háncsok, indák már ebben az eredeti alakjukban is alkalmasak szövetszerű termékek előállítására.
A szövet alapvetően két egymást keresztező fonalrendszerből áll; a szaknyelv a hosszanti fonalakat láncfonalaknak, az erre merőleges, keresztirányú fonalakat vetülékfonalaknak nevezi.
Egyes kutatók feltételezik, hogy az első textíliák nem is a ruházkodást szolgálták, hanem az ősemberek kunyhójuk falát készíthették gyékényhez hasonló növényi rostokból készült szövetekből vagy ahhoz hasonló szerkezetű anyagból (pl. sprang), vagy a halászathoz használtak ilyen szerkezetű hálót. Az egyiptomi óbirodalom korában (i. e. 2650 és 2300 között) épült nagy piramisok falfestményein látható emberi alakokat azonban már textíliából készült ruhadarabokkal ábrázolták. A temetkezési helyek valódi textilanyagokat is megőriztek. A sumérok i. e. 22–18. századból fennmaradt szobrain is felismerhetők textilanyagokból készült ruhadarabok ábrázolásai.

### Fonatolás

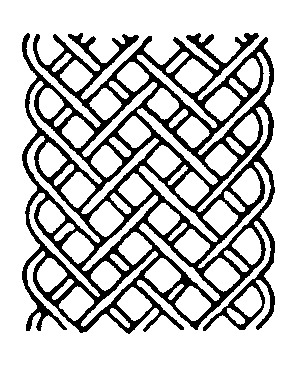
Fonat

A fonat a szövettel szemben csak egy fonalrendszerből: hosszanti fonalakból áll, amelyeket egymással kereszteznek. A fonatolás is egyike az ősi kézműves tevékenységeknek, amit kezdetben hajlékony faágak, indák összefűzésével műveltek és használati tárgyak (főleg kosarak) készítésére használtak. A kosárfonás nyomai 12 ezer évvel ezelőtti leleteken fennmaradtak. A haj – minden bizonnyal szintén az ősidőkből származó – "befonása" is voltaképpen a mai értelemben vett fonatolás műveletén alapul.

### Kötés

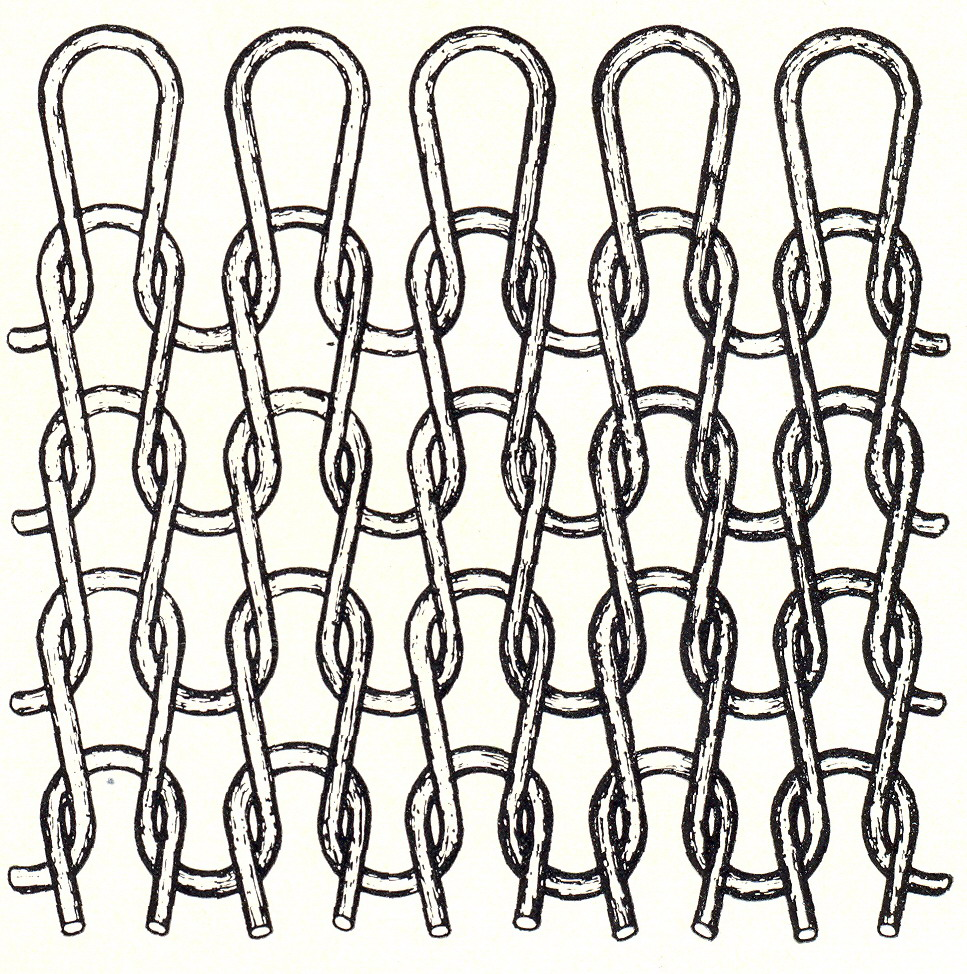
Kötött kelme

A kötés sokkal fiatalabb találmány, mint a szövés. Egyiptomi sírokból került elő olyan, az i. sz. 5–6. századból való zokni, amely a kötéshez hasonló szerkezetet mutatja. Ezt azonban nem a ma ismert (kézi)kötési technikával készítették, hanem vastag hímzőtűvel, a fonalat az előző szembe beleöltve képeztek egymásba kapcsolódó hurkokat. Ez az ún. öltéses kötés (nålbinding) technika soká fennmaradt, a skandináv országokban még a 19. században is alkalmazták, sőt kézimunkaként ma is művelik.  Valószínű, hogy a mai kötési technika Arábiából származik, ahol főleg harisnyákat készítettek ezzel az eljárással, és a mórok közvetítésével került át Európába, ahol azután igen magas fokra fejlődött.  Az előkerült első tárgyi emlékek (harisnyák, sapkák, erszények) az i. sz. 2.–3. századból valók.

### Csipkekészítés

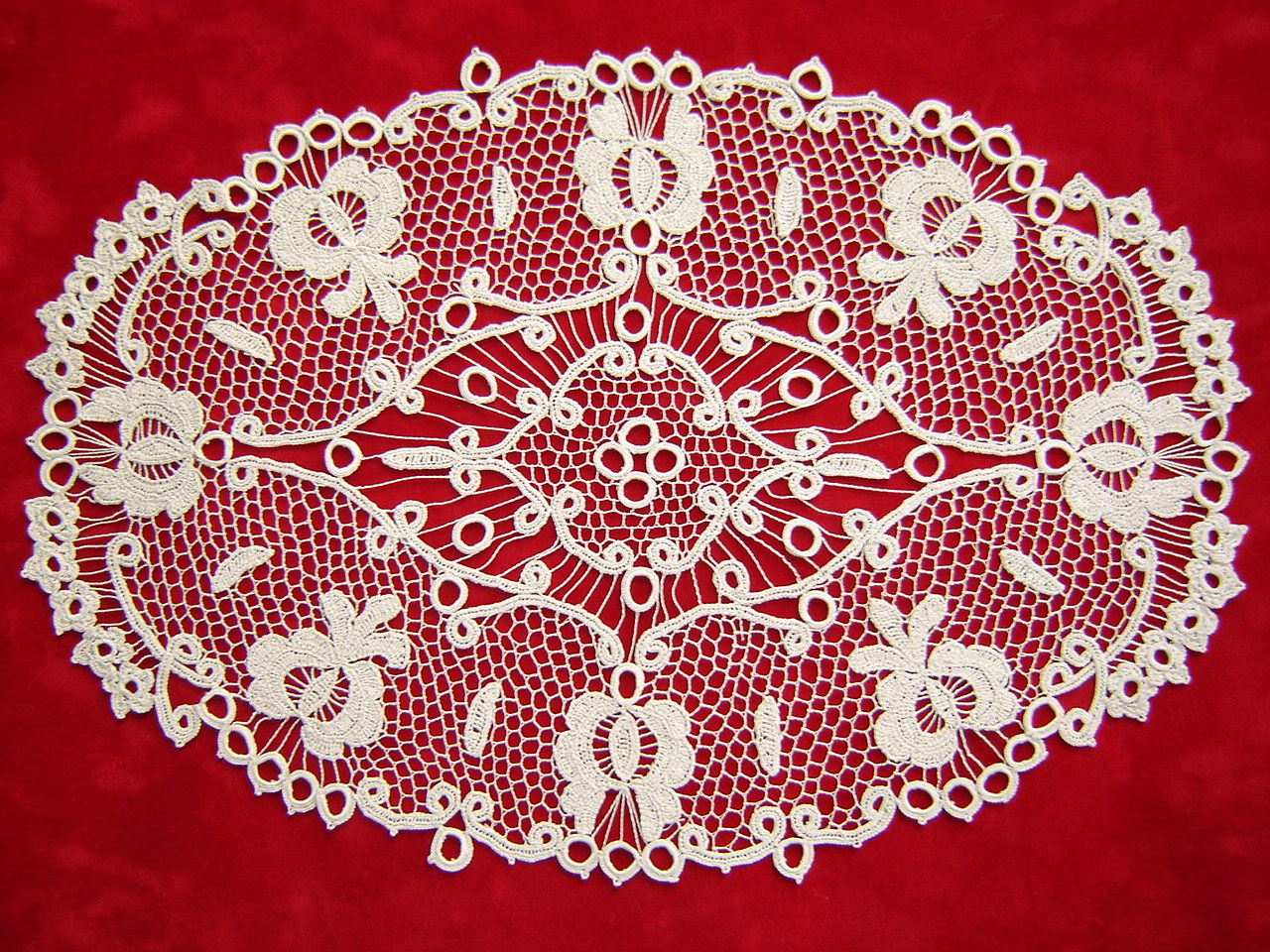
Csetneki csipke

Ősi mesterség a csipkekészítés is, bár eredetére és kialakulásának idejére nincsenek adatok. Egyes szerzők szerint az ókori Rómában készítettek először vert csipkét, de a mai értelemben vett csipke a 15. században és a 16. század elején jelent meg. A kézi csipkekészítésnek számos módszere alakult ki és használatos ma is, ezek gépesítése a 19. században indult meg.

### Nemezkészítés

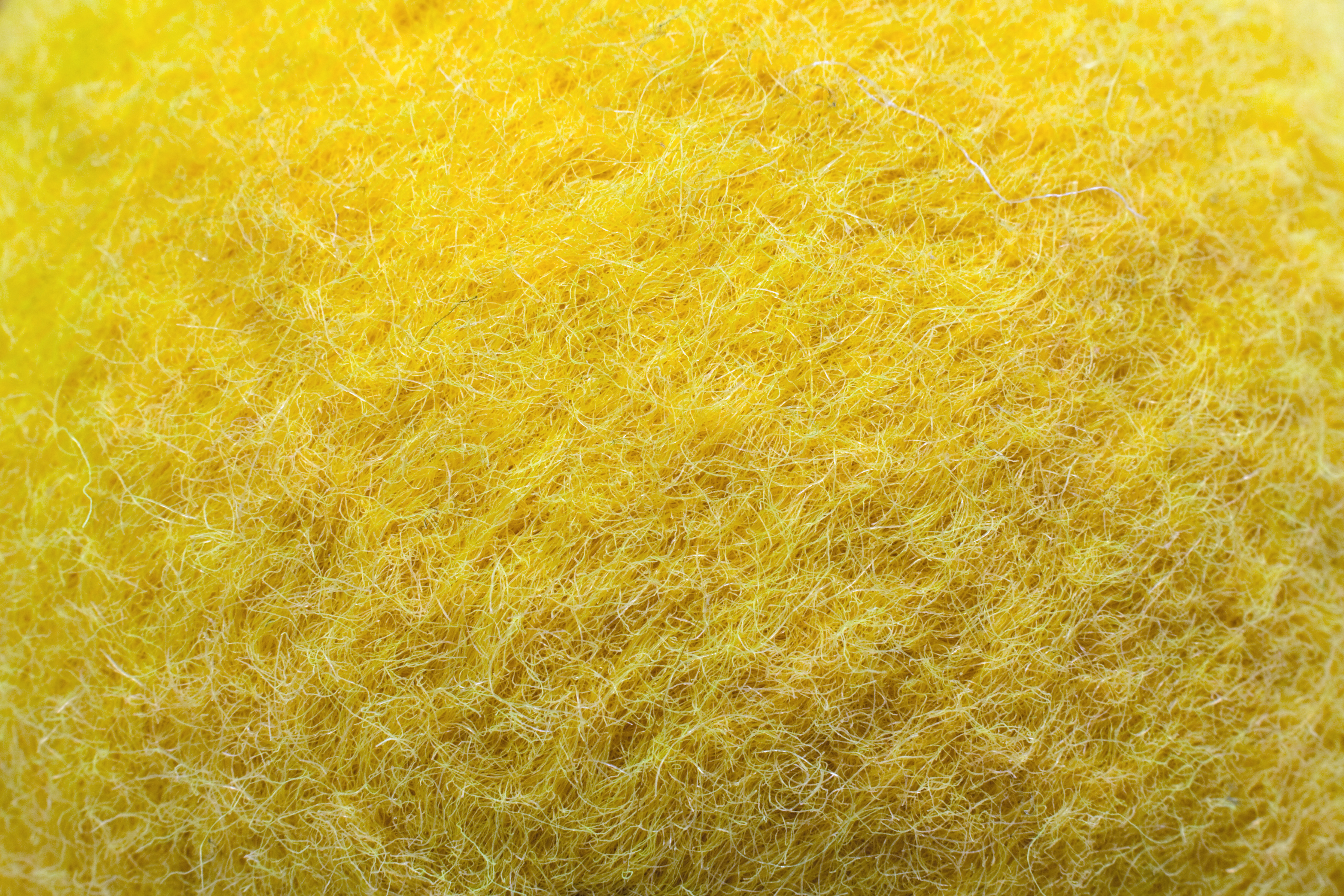
Nemez

A legkorábbról eredő régészeti lelet, amely a nemez létére, használatára utal, i. e. 6500-ból való és Törökországban találták. A szibériai halomsírokban számos i. e. 600 körül készült nemeztárgyat és szőnyeget leltek, olykor a sírok falát is nemezzel borították. A nemezkészítés abban az időben keletkezhetett, amikor az emberiség az állatbőrt, az állatszőrt ruhák készítésére kezdte használni. De földrajzilag erősen behatárolt területen jellemző az elterjedése: Európában és Közép-Ázsiában. Legkeletibb határa a kínai nagy fal, legnyugatibb pedig a Kárpát-medence. Északon a svédek is foglalkoztak nemezkészítéssel. Délen a görögöknél és a rómaiaknál találunk forrásokat nemeztárgyak használatára.

### Színezés, kikészítés
A textíliák színezése és mosása is már korán kialakult. Az ókori egyiptomiak már színezték a szöveteket és a mosó-kikészítő itt külön szakma volt. A kínaiak és indiaiak is ismerték a festékeket (a textilipar mai szóhasználatával: színezékeket) és pácokat és tudták, milyen feltételek mellett rögzíthetők azok egyenletesen és tartósan az anyagokon. Fennmaradtak ókori receptgyűjtemények, amelyekből – és a ránk maradt textilmaradványok elemzéséből – tudjuk, hogy sokféle festőnövényt és állatot használtak fel festékanyag kinyerésére. Egy tetűfajta nedvéből kárminvöröset, a buzérgyökérből narancsszínt, a tüskés bíborcsiga nedvéből bíborvöröset, a sáfrányból sárgát, a dióhéjból barnát, a gubacsból feketét, az indigóból kéket nyertek. A festékanyag rögzítését timsós, vagy vas- és ónsós pácokkal végezték. Maga a festőműhely fa- vagy kőkádakból, főzőüstökből állt, amelyekben az anyagot farudakkal mozgatták, a szárítás kereteken történt. A közelben folyóvíznek kellett lennie, mert az öblítésekhez ez nélkülözhetetlen volt. A mosáshoz növényi és állati lúgos anyagokat (szódát, hamulúgot) használtak. A növényi szálasanyagokból készült szöveteket úgy fehérítették, hogy kitették a napra és vízzel locsolták őket, a fehérítést a nap ibolyántúli sugarai végezték el (gyepfehérítés). A gyapjúszöveteket fakeretre terítették és alattuk kénrudacskákat égettek, a szövet a kén-dioxid hatása alatt fehéredett ki.
Az ókori kultúrákban is ismert volt már a bolyhozás és nyírás, sőt a perzselés is, mint a kelmék kikészítő műveletei, valamint a gyapjú kallózása (nemezelése). A kallózást az ókorban emberi erővel, taposással végezték, a vízikerékkel hajtott kallómalom csak 1000 körül terjedt el Franciaországból.

### Az iparszerű textilgyártás kialakulása

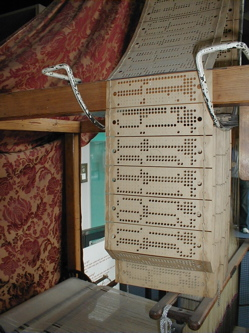
A Jacquard-féle szövőszék lyukkártyái

A textiltermékek előállítása egész a 16. századig háziipari tevékenység volt. A középkorban a fonást gyalogorsóval és guzsallyal végezték (a rokkát a 14. században Itáliában találták fel) és a szövés is kezdetleges szövőszékeken folyt. A kötőgép feltalálásáig (William Lee, 1589) csak a kézikötést ismerték. A 17. században a céheké volt a főszerep. A 18. században megindult ipari forradalom idején alakultak ki a textilmanufaktúrák, majd ezt követően a textilipar fejlődése jelentősen meggyorsult. Sorra jelentek meg a nagy találmányok, mint a gyorsvetélő (John Kay, 1730), a kéttűágyas kötött kelmét készítő kötőgép (Jedediah Strutt, 1755), a többorsós fonókerék (James Hargreaves, 1767), a lánchurkológép (Josiah Crane, 1768), a folyamatos fonógép (Richard Arkwright, 1769), a kártológép (ugyancsak Arkwright, 1775), a szelfaktor elődjének tekinthető „spinning mule” (=„fonó öszvér”) (Samuel Crompton, 1779), a gőzgéppel hajtott szövőgép (Edmund Cartwright, 1787), a körhurkológép (Decroix, 1798) stb. A rohamos fejlődés a 19. és 20. században is folytatódott. 1805-ben találta fel Joseph Marie Jacquard a szövőgép lyukkártyás mintavezérlését; az ilyen rendszerű vezérlő berendezéseket a textiliparban (más gépeken is) még ma is az ő nevével jelölik. 18. századi találmány a fonatológép is. A 19. században sorra jelentek meg a különböző kötőgépek, nem utolsósorban a kanalas tű feltalálását követően (Matthew Townsend, 1856) a raschel-gép (Redgate, 1855), a síkkötőgép (Isaac Wixom Lamb, 1863), majd a síkhurkológép (William Cotton, 1864), a sarkat és orrot fogyasztással-szaporítással kialakító harisnya-körkötőgép (William H. McNary, 1866) stb. Ugyancsak a 19. század elejei találmány a csipkeverőgép (John Heathcoat, 1808, ezt 1813-ban John Levers tökéletesítette). 1844-ben szabadalmaztatta J. Thorpe a gyűrűsfonógép „lelkét” képező gyűrűsorsót. A fonatolás gépesítése is a 18. századra vezethető vissza. 1748-ból származik az első ilyen vonatkozású szabadalom, ez az angol Thomas Walford találmánya, amit főleg gyertyába való kanóc, cipőfűzők és zsinórok készítésére szerkesztett. Ezt a konstrukciót a német Johann Heinrich Bockmühl tökéletesítette 1767-ben  és ez lett az alapja a mai korszerű gépeknek.
Az ipari forradalom a textilkikészítésben is hatalmas fejlődést indított el. 1785-ben fedezte fel Claude Louis Berthollet a klór fehérítő hatását, amivel a gyepfehérítés hosszadalmas eljárását néhány órára lehetett csökkenteni. Ugyanebben az évben szabadalmaztatta Thomas Bell a hengernyomógépet. A Russel Dorr által 1807-ben szerkesztett, spirális vágóélekkel dolgozó nyírógép a ma használatos ilyen gépek őse. (Vízzel hajtott posztónyíró ollókkal már Leonardo da Vinci is kísérletezett.) A pamutszövetek perzselésére használt gépet 1819-ben mutatták be a párizsi iparkiállításon. A textilkikészítés terén az egyik legjelentősebb találmány John Mercer által 1844-ben feltalált, a pamut lúgozásán alapuló, ma is mercerezésnek nevezett eljárás.
A 20. század óriási fejlődést hozott a textilipar valamennyi területén – a fonalgyártás műveleteitől kezdve a különböző kelmeképzési eljárásokon át a színezés és kikészítés valamennyi fázisáig –, elsősorban a szintetikus szálasanyagok és az elektronika elterjedésének köszönhetően. A gépek egyre termelékenyebbek lettek, egyre változatosabb mintázatok készítését tették lehetővé, teret nyert az automatizálás, először mechanikus szerkezetekkel, később egyre inkább az elektrotechnikára, majd az elektronikára alapozva. Ma már teljesen általánosak a számítógéppel vezérelt textilipari berendezések, amelyek kiszolgálása alig igényel emberi munkaerőt. Jellegzetesen 20. századi találmány például a varrvahurkolás (lényegében a láncrendszerű kötés és a varrás elveinek egyesítése), ami Heinrich Mauersberger 1949-ben szabadalmaztatott találmányából fejlődött ki, valamint a különböző ún. nemszőtt kelmék gyártása, amelyek nem tartalmaznak fonalakat, hanem a lapszerűvé rendezett szálhalmaz (fátyol, bunda) mechanikai vagy kémiai rögzítésén alapulnak. Hatalmas lendületet adott a textilipar minden területén a fejlődésnek a szintetikus szálasanyagok sokféleségének elterjedése, főleg a 20. század közepétől, ami egyrészt a gyártástechnológiák ezeknek megfelelő fejlesztését kényszerítette ki, másrészt új területeket nyitottak meg a textiltermékek felhasználásában is, a műszaki és egészségügyi területeken, de a korszerű gépeken megvalósítható újdonságok a hagyományos textíliákat és a divatot is erőteljesen befolyásolják.

## A textilipar Magyarországon

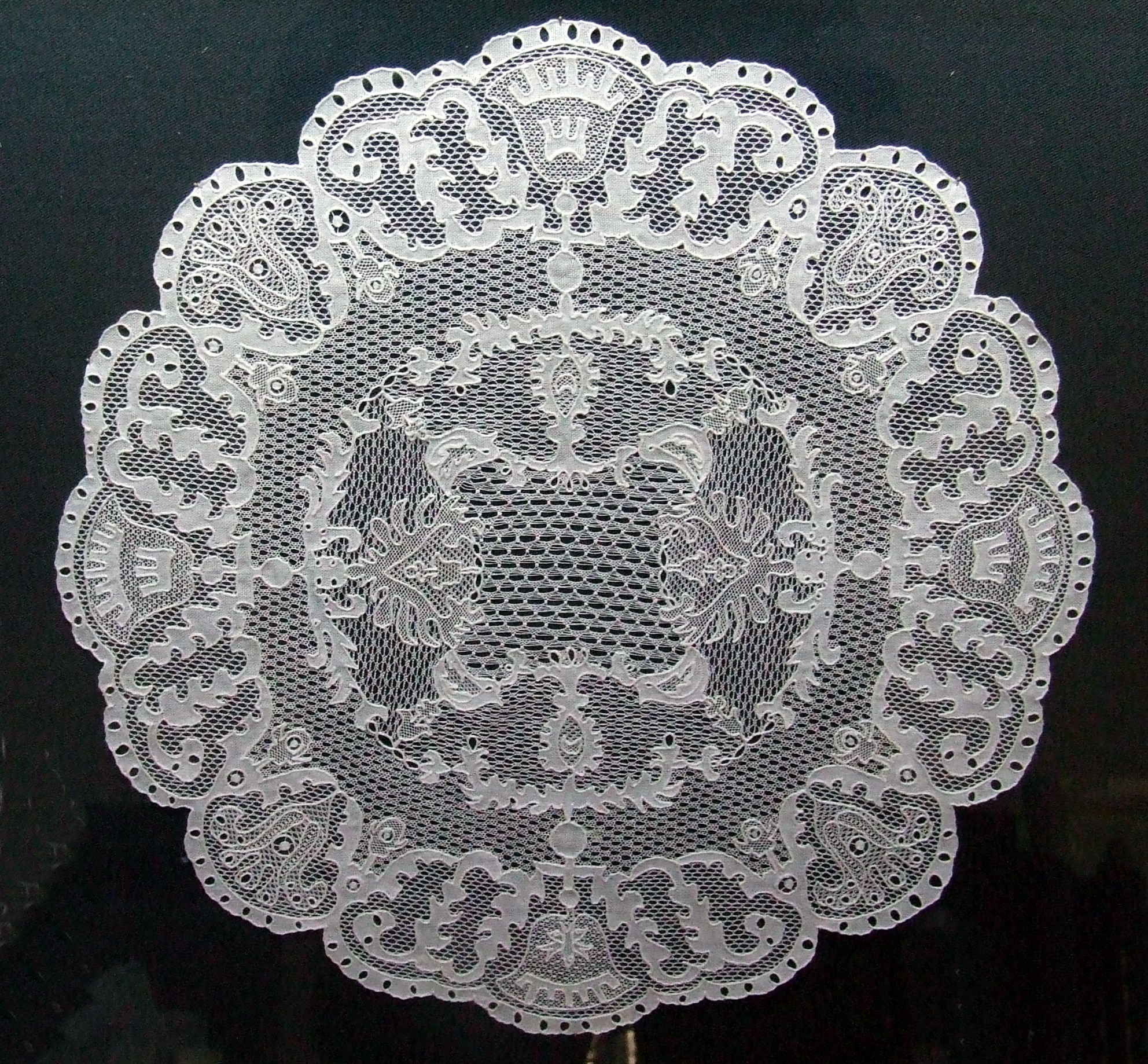
Halasi csipke

Magyarországon már az Árpád-házi királyok idején ismert volt a lábítós szövőszék és a kallómalom is a 13. században már használatban volt. A honfoglaló magyarok ismerték a fonás és szövés műveleteit, továbbá az Európában újnak minősíthető nemezkészítést, ami sátraik alapanyaga volt. 1680 körül alapították az első magyarországi selyemfonodát és -szövödét is.
Az első textilmanufaktúrák hazánkban a 18. század elejétől létesültek. A munkások zömét külföldről, elsősorban Szászországból, Sziléziából szerződtették, de dolgoztak ezekben cseh, osztrák, bajor, sőt görög munkások is. Az ország mezőgazdasági adottságai folytán elsősorban gyapjúfeldolgozással foglalkoztak, de volt az országban selyemfeldolgozó üzem is. A Magyarországon termesztett len és kender feldolgozása ebben az időben még nem emelkedett ki a háziipar szintjéről, mert a külföldi konkurencia és a nyomott mintás pamutszövetek divatja nem kedvezett ezeknek a termékeknek. A manufaktúrákban 50–150 ember dolgozott és előfordult 10–12 éves gyermekek munkásként való foglalkoztatása is.
Magyarországon a manufaktúrákat később kezdték felváltani a kézi munkánál sokkal termelékenyebben dolgozó, de nagyobb befektetést is igénylő gépekkel felszerelt gyárak. Míg Angliában és Nyugat-Európában ez a folyamat a 18. században megkezdődött és a 19. század elejére általánossá is vált, Magyarországon a 19. század végére és a 20. század elejére értek meg ennek feltételei. A fonással, szövéssel és textilnyomással foglalkozó első manufaktúra 1736-ban kezdte meg tevékenységét a Nyitra megyei Sasváron. Az első magyar textilgyárnak az 1776-ban Valero István és Tamás által alapított selyem-manufaktúra  tekinthető. 1780-ban épült Óbudán az ötemeletes "filatórium" (selyemfonoda és -cérnázó üzem), itt vízikerékkel hajtották meg azt a hosszú tengelyt, amelyről a gépeket működtették) (ennek az épületnek sajnos már a romjai sincsenek meg, de műszaki berendezésének kicsinyített modellje korábban a Textilmúzeumban volt látható), majd 1785-ben, szintén Óbudán a selyemgombolyító üzem (ennek épülete még ma is áll). 1784-ben alapította Goldberger Ferenc Óbudán kékfestő üzemét, ebből nőtt ki később, a 19. század 30-as éveiben a nagyhírűvé vált Goldberger Textilművek. (Egyik eredeti épülete ma a volt Textilmúzeumnak – ma: Goldberger Textilipari Gyűjtemény – ad otthont.) Kluge Ferenc 1786-ban alapított pápai kékfestő üzeme 1956-ig működött, azóta itt van a Kékfestő Múzeum. 1795-ben szerelték fel Magyarországon az első kötőgépet egy soproni üzemben. Magas színvonalra fejlődött hazánkban a csipkekészítés is, amire – több más mellett – kiváló példát szolgáltat például a halasi, a csetneki, a sóvári csipke.
A 20. század elején, majd a két világháború közötti időszakban a magyar textilipar jelentősen fejlődött, ebben az időszakban igen sok, később tekintélyessé vált gyár alakult. A második világháború igen nagy károkat okozott az ország textiliparának is, de a háború után a textilipar viszonylag hamar magához tért. Az ipar szerkezetében és az üzemek vezetésében gyökeres átalakulást hozott az államosítás (1948-49), majd többszöri átszervezés után, 1963-ban az akkori 187 textilipari üzem 42 országos vállalatba tömörült. Ezek mellett tanácsi vállalatok és szövetkezetek is működtek a textiliparban, összesen mintegy 140 ezer embert foglalkoztatva. 1965-ig az extenzív fejlődés volt jellemző, amit elősegített a tartós munkaerő kínálat, ezt követően a fejlődés intenzív jellege erősödött és a munkáslétszám csökkent. Az 1970-es években nagyarányú rekonstrukciós programot hajtottak végre a termelés mennyiségi növelése és korszerűsítése érdekében, amit azonban sajnos nem lehetett teljes körűen véghezvinni. Az 1989-90-ben végbement politikai és gazdasági változások következtében a korábbi igen jelentős, az akkori Szovjetunióba irányuló export kiesett, a hazai termelésű textiltermékek belföldi fogyasztása pedig – elsősorban az import liberalizációja és a kezdetben igen magas infláció következtében beálló keresletcsökkenés miatt – erősen visszaesett, ami a nagyvállalatok tönkremenetelét, a textilipar gyors leépülését eredményezte, amihez hozzájárult a gyárak egy részében még megmaradt elavult géppark és a nyugat-európai igényekhez képest nem mindig megfelelő minőség is. A korábbi állami vállalatok megszűntek, helyükön nagy számú kisebb gazdasági társaság alakult. Minthogy a felszámolások során a korszerű gépeket általában külföldön adták el, a privatizáció során alakult hazai vállalkozások számára csak a sokkal olcsóbb régebbi, kevésbé korszerű gépek maradtak hozzáférhetők, így ezek sem tudták felvenni a versenyt a megnövekedett minőségi igényekkel. (Ehhez nem egy esetben az új vállalkozók egy részének hiányos hozzáértése is párosult.) Súlyosbította a helyzetet, hogy a textiliparban mindig is viszonylag nagyon alacsonyak voltak a munkabérek – ez sajnos ma is fennáll –, ami miatt ennek az iparágnak sokszor igaztalanul is nagyon alacsony a presztízse. Jelentős részben épp emiatt a szakember-utánpótlás nem kielégítő, mivel a korábban igen színvonalas szakmai oktatás is leépült. A privatizáció során létrejött vállalkozások egy része azonban valóban sikeres lett, képes volt gépparkját és technológiáját felújítani, a kornak megfelelő berendezéseket beszerezni, ennek köszönhetően  ma is működnek magas műszaki és minőségi színvonalon termelő textil- és ruhaipari vállalatok hazánkban, amelyek termékei az export piacokon is megállják a helyüket. Emellett  az alacsony bérszínvonal számos jelentős külföldi textilipari vállalatot is vonzott Magyarországra, amelyek ide telepítették át gyáraikat vagy egyes gyártási lépcsőiket (elsősorban a kelmegyártás területén). Mindezek eredményeként tulajdonképpen számos igen korszerű textilgyár is működik hazánkban, ha részben vagy teljesen külföldi tulajdonban is. Jelentős részük műszaki textíliák gyártásával foglalkozik.
A textilipar világszerte megfigyelhető tendenciája a termelésnek az ázsiai, óceániai, indiai, dél-amerikai országokba való áthelyeződése. Ez, valamint a hazai textiliparban érvényesülő rendkívül kedvezőtlen munkabérviszonyok hátrányosan hatnak a hazai textilipar – és ezen belül elsősorban a szokványos ruházati cikkek gyártása – további fejlődésére. A kiutat a lakás- és háztartási textíliák, valamint a nagy értékű, bár jelentős és technológiai fejlesztést igénylő műszaki és egészségügyi textíliák, védőöltözékek termelésének fejlesztése jelentheti.

## Megjegyzés
1. ↑  A kelme szó a textilipar szaknyelvében gyűjtőfogalom, ami minden fajta lapszerű képződményt magában foglal, amelyet textilipari eljárással készítenek, függetlenül a gyártási eljárástól. Így "kelme" a szövet, a kötött kelme, a nemszőtt kelme, a nemez, a csipke, a fonatolt termékek egy része is.

## További források
- Broby-Johansen, R.: Az öltözködés története. Gondolat, Budapest, 1969
- Endrei Walter: Magyarországi textilmanufaktúrák a 18. században. Akadémiai Kiadó, Budapest, 1969
- Endrei Walter: A textilipari technikák termelékenységének története. Akadémiai Kiadó, Budapest, 1993
- Endrei Walter (szerk.): Műszaki innovációk sorsa Magyarországon. Akadémiai Kiadó, Budapest, 1995)
- Lázár Károly: Kötéstechnológia I. Szakközépiskolai tankönyv. Műszaki Könyvkiadó, Budapest, 1983
- Magyar nagylexikon  XVII. (Szp–Ung). Főszerk. Bárány Lászlóné. Budapest: Magyar Nagylexikon. 2003.   406–407. o. ISBN 963-9257-17-6
- Schöner, Friedrich: Spitzen. VEB Fachbuchverlag, Leipzig, 1980
- Szabó I. (szerk.): Könnyűipar Magyarországon. Könnyűipari Minisztérium, Budapest, 1985
- Vámos György (szerk.): A könnyűipar (1981)